# Hoplopholcus minotaurinus
Espèce
Hoplopholcus minotaurinus est une espèce d'araignées aranéomorphes de la famille des Pholcidae.

## Distribution
Cette espèce est endémique de Crète en Grèce. Elle se rencontre dans des grottes du district régional de Lassithi.

## Description
Le mâle décrit par Huber en 2020 mesure 5,2 mm.

## Publication originale
- Senglet, 1971 : Note sur les Pholcidae (Arachn.) de Grèce. Mitteilungen der Schweizerischen entomologischen Gesellschaft, vol. 44, no 3/4, p. 345-359.